# Chlorophorus navratili
Chlorophorus navratili är en skalbaggsart som beskrevs av Holzschuh 1981. Chlorophorus navratili ingår i släktet Chlorophorus och familjen långhorningar. Inga underarter finns listade i Catalogue of Life.